# Ліцінце
Ліцінце (словац. Licince) — село в Словаччині у складі Банськобистрицького краю. Площа села 18,28 км². Станом на 31 грудня 2017 року в селі проживало 780 жителів.

## Історія
Перші згадки про село датуються 1243 роком.

## Населення
| Рік:            | 1994. | 2004.    | 2014.    | 2024.   |
| --------------- | ----- | -------- | -------- | ------- |
| Кількість осіб: | 535   | 686      | 756      | 793     |
| Різниця:        |       | +28,22 % | +10,20 % | +4,89 % |

| Рік:            | 2023. | 2024.   |
| --------------- | ----- | ------- |
| Кількість осіб: | 791   | 793     |
| Різниця:        |       | +0,25 % |